# Крячко, Михаил Валерьевич
Михаил Валерьевич Крячко (укр. Михайло Валерійович Крячко; род. 24 мая 1980 года, Запорожье) — украинский предприниматель, политик.
Народный депутат Украины IX созыва.

## Биография

### Образование
Окончил Гуманитарный университет «Запорожский институт государственного и муниципального управления» (специальность «Социальная работа»), Днепропетровский региональный институт государственного управления Национальной академии государственного управления при Президенте Украины (получил степень магистра госуправления).

### Трудовая деятельность
Операционный директор компании SMMSTUDIO. 2011—2014 гг. — частный предприниматель, руководитель образовательного проекта «Политический практикум». 2003—2011 гг. — работал в управлении труда и социальной защиты населения, был заведующим сектором аналитической и методической работы и планирования в организационном отделе аппарата Запорожской областной государственной администрации.

## Политическая деятельность
Доверенное лицо кандидата на пост Президента Украины Владимира Зеленского.
Кандидат в народные депутаты от партии «Слуга народа» на парламентских выборах 2019 года, № 61 в списке. На время выборов: операционный директор ООО «ЕСЕМЕМСТУДИО», член партии «Слуга народа». Проживает в городе Запорожье.
Председатель Комитета Верховной Рады по вопросам цифровой трансформации.